# Торбинский, Дмитрий Евгеньевич
Дми́трий Евге́ньевич Торби́нский (28 апреля 1984, Норильск, Красноярский край, РСФСР, СССР) — российский футболист, полузащитник. Серебряный призёр чемпионата России (2006, 2007), бронзовый призёр чемпионата Европы (2008).
Торбинский — воспитанник московского «Спартака», именно удачная игра в составе «красно-белых» привлекла внимание Гуса Хиддинка, начавшего вызывать полузащитника в сборную России. В 2007 году отказался продлевать контракт со «Спартаком», выразив недовольство финансовыми условиями, предложенными клубом. Решение Торбинского вызвало большой резонанс в СМИ и среди болельщиков «Спартака». В 2008 году на правах свободного агента подписал контракт с «Локомотивом». В следующих пяти сезонах сыграл за команду более 100 матчей. Сезон 2013/14 провёл в «Рубине», после чего клуб расторг с ним контракт. 20 июля 2014 года Торбинский подписал контракт с «Ростовом».
С 2007 по 2011 год регулярно вызывался в сборную России. Сыграл 3 матча на удачном для россиян чемпионате Европы 2008 года, забив победный мяч в четвертьфинале с Нидерландами. С 25 февраля 2020 года Торбинский является тренером «Майами Юнайтед» (США, Флорида), команды по футболу в возрасте до 21 года.

## Юность
Дмитрий Торбинский родился 28 апреля 1984 года в Норильске. Родители будущего футболиста, Татьяна и Евгений Торбинские, переехали туда из Московской области, надеясь найти работу и накопить достаточно денег для покупки собственного жилья. В итоге, оба устроились на крупнейшее в городе предприятие — «Норильский никель», Татьяна — инженером, Евгений — строителем.
С детства совмещал занятия спортом и музыкой. Занимался мини-футболом (для занятий большим футболом в Норильске не было условий) в школе и спортивных секциях, а Евгений, любитель спорта, с раннего возраста брал сына на тренировки с заводской командой. Параллельно Торбинский-младший успешно учился в музыкальной школе по классу фортепиано — родители не хотели, чтобы он занимался только футболом, но постепенно Дмитрий осознал, что спорт привлекает его гораздо больше. Евгений после отмечал, что уже в раннем детстве понял, что у его сына есть перспективы в футболе: «У нас был тренер, который, знакомясь с игроком, бросал перед ним мяч и говорил: „Подойди к мячу“. Нескольких шагов хватало, чтобы определить, будет паренек играть или нет. А Димка уже в три года так подходил к мячу, что сразу было ясно: будущий футболист».
В 12-летнем возрасте Торбинский оказался на просмотре в московском «Спартаке». В Москву его привёз дядя, Сергей. Тренер Евгений Воробьёв зачислил Торбинского в школу уже после первого занятия — мини-футбольная техника норильчанина выделялась на фоне навыков сверстников, а по уровню обученности он не уступал даже тем, кто занимался в спартаковской школе с 6 лет, хотя Торбинский был не столь силён в «физике». Так, уже в 12 лет Дмитрий был вынужден уехать из родного города. Вместе с ним в Москву переехали мать и дядя, отец и сестра остались в Норильске.
Под руководством Воробьёва Торбинский из мини-футболиста переучивался в футболиста. В спартаковской школе был поставлен на позицию атакующего полузащитника. За время обучения его команда, в которой также делал первые шаги в футболе Александр Самедов, трижды выигрывала чемпионат Москвы, а Торбинский забивал по 10—15 голов за сезон.

## Клубная карьера

### Первые годы в «Спартаке». Аренда
К 2001 году Торбинский играл в третьей команде «Спартака» в КФК. Иногда юного футболиста включали в заявку на матчи дубля. Постепенно Торбинский закрепился во второй команде, выходил на поле в пяти матчах подряд, в трёх из которых — в стартовом составе, после чего на одной из тренировок получил тяжёлую травму — разрыв крестообразных связок колена и менисков. Перенёс операцию и потратил около полугода на восстановление.
5 октября 2002 вернулся на поле, выйдя на замену в матче с дублем «Крьльев Советов», а уже на следующий день, 6 октября, дебютировал в основной команде «Спартака» — вышел на замену в конце матча и поучаствовал в организации забитого мяча. Ослабленный чередой травм ключевых игроков, «Спартак» был вынужден использовать своих молодых футболистов. Уже 22 октября Торбинский дебютировал в Лиге чемпионов, проведя 30 минут в домашнем матче с «Ливерпулем». Не был включён в заявку команды на турнир — его добавили в неё лишь в последний момент, используя правило, согласно которому молодые воспитанники клуба могут быть включены в заявку в любой момент. Торбинский был удивлен столь быстрым развитием своей карьеры. До окончания сезона он ещё дважды сыграл в чемпионате страны и один раз в Лиге чемпионов.
В следующем сезоне Торбинский планировал пробиться в основу «Спартака», но стремительный прогресс полузащитника приостановился. Практически весь год он выступал в турнире дублёров — лишь в концовке чемпионата начал получать игровую практику. Сыграл несколько матчей за основную команду в чемпионате и Кубке страны, а также один раз вышел на поле в Кубке УЕФА. Несмотря на отсутствие прорыва, Торбинский продолжал считаться одним из самых перспективных молодых игроков «Спартака». Тренер Владимир Федотов заявил, что надеется на него, а эксперты газеты «Спорт-Экспресс» включили Торбинского в список тридцати лучших молодых футболистов страны.
Подготовка Торбинского к новому сезону была испорчена проблемами со здоровьем. Вначале из-за болезни он пропустил сборы в Турции, а в феврале вновь порвал крестообразные связки колена и мениски, на этот раз на другой ноге. Как и в 2002 году, Торбинскому понадобилась операция в Германии и 5 месяцев на восстановление. В результате, первый матч в сезоне он сыграл только в июле, а вскоре получил ещё одно повреждение. Лишь один раз в 2004 году Торбинский сыграл в основной команде — в провальном матче Кубка России с липецким «Металлургом» (0:2).
Перед сезоном 2005 года в первом дивизионе чемпионата России появился фарм-клуб московского «Спартака» — челябинский «Лукойл» был переименован в «Спартак» и подписал соглашение о сотрудничестве с москвичами. В Челябинск отправились многие молодые игроки, не проходящие в основу базового клуба, такие как Александр Гацкан, Анри Хагуш и Владимир Лешонок и Торбинский. Получая постоянную игровую практику, он быстро стал одним из лидеров своей команды. В мае был признан лучшим игроком месяца, а главный тренер команды Дмитрий Кузнецов заявил, что «Торбинский находится в такой форме, что его хоть сейчас можно ставить в основной состав московского „Спартака“». В августе впервые был вызван в молодёжную сборную России. Чуть позже было объявлено, что Торбинский вернётся в Москву, и остаток сезона он провёл в дубле «большого» «Спартака».

### Игрок основы

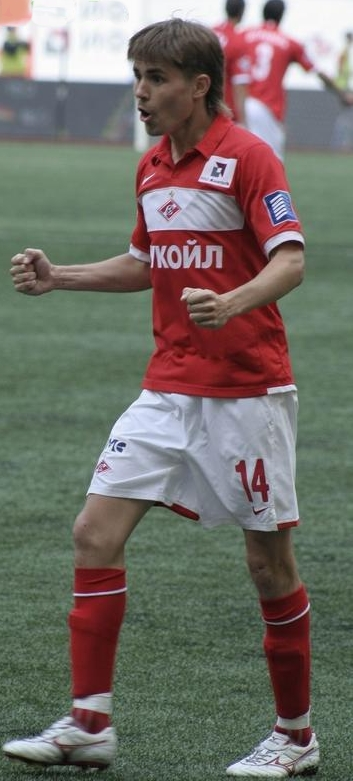
Торбинский в «Спартаке» (2007)

Перед стартом сезона 2006 президент «Спартака» Леонид Федун заявил, что видит в Торбинском остроатакующего флангового игрока — «вроде Роббена или Райта-Филлипса в „Челси“» и надеется, что тот будет находиться «„под основой“, а иногда и в стартовом составе». Сам футболист отметил, что год в Челябинске прибавил ему уверенности в собственных силах и он настроен на игру в премьер-лиге — возвращаться в дубль или первый дивизион футболист больше не хотел. Однако, тренировавший на тот момент команду Александр Старков не доверял молодым футболистам. Торбинский так и не получил свой шанс, продолжая играть за вторую команду. Ситуация изменилась после увольнения Старкова. Главным тренером был назначен Владимир Федотов, которому Торбинский был хорошо знаком — он отмечал его перспективы ещё в 2003 году. В отличие от Старкова, новый наставник сделал ставку на спартаковскую молодёжь, получившую прозвище «пионеры Федотова» — при нём в состав стали попадать Роман Шишкин, Артём Дзюба, Александр Павленко и многие другие воспитанники школы «Спартака». С приходом нового тренера Торбинский стал игроком основы и почти не пропускал матчей чемпионата, хотя в Лиге чемпионов Федотов использовал других футболистов. «Спартак» остановился в шаге от чемпионства — «красно-белые» набрали одинаковое количество очков с ЦСКА, но уступили им по дополнительным показателям. Игра молодого полузащитника не осталась незамеченной — в ноябре он получил свой первый вызов в сборную России, а в марте 2007 дебютировал в победном матче с Эстонией (2:0).
2007 стал первым годом, которой Торбинский от начала и до конца провёл в роли игрока основы. 22 апреля полузащитник забил свой дебютный гол в премьер-лиге, принеся победу «красно-белым» в матче с «Крыльями Советов» (1:0). Не повлияло на положение Торбинского в клубе и увольнение Федотова — новый главный тренер Станислав Черчесов тоже видел в нём игрока стартового состава. За один 2007 год полузащитник провёл 24 матча в премьер-лиге и 8 в еврокубках — больше, чем за все предыдущие годы своей карьеры вместе взятые. «Спартак», как и в прошлом сезоне, был очень близок к завоеванию чемпионства — победитель определялся в последнем туре и по его итогам «красно-белые» на два очка отстали от «Зенита», а в Кубке УЕФА «Спартак» занял второе место в своей группе и пробился в раунд плей-офф. По итогам сезона Торбинский был включён в список 33-х лучших футболистов премьер-лиги. Он занял третье место в категории «левый полузащитник», уступив Юрию Жиркову и Динияру Билялетдинову.

### Отказ от нового контракта
В конце 2007 года у Торбинского истекал контракт со «Спартаком». Ещё зимой руководство клуба планировало подписать новое соглашение с игроком и достигло предварительной договорённости, но по словам генерального директора Сергея Шавло, после вызова в сборную полузащитник пересмотрел финансовую сторону договора и запросил увеличение заработной платы в 5-6 раз. В том же интервью Шавло отметил, что клуб не собирается «вступать в аукцион» и посчитал требования игрока завышенными, но высказал мнение, что Торбинский останется в клубе. В июле появилась информация о том, что игрок подписал контракт с «Локомотивом». Ситуация оставалась неопределённой до октября. Станислав Черчесов установил крайнюю дату в вопросе обсуждения контракта — 18 октября. В тот же день Торбинский объявил о своём решении покинуть «Спартак» и перейти в «Локомотив».
Действия игрока вызвали резонанс в российском футболе. В матче с «Москвой», состоявшимся через два дня после объявления о переходе, болельщики «Спартака» освистали Торбинского. Президент клуба Леонид Федун заявил, что Дмитрий «никогда не хотел играть за „Спартак“ и отверг множество финансово выгодных предложений клуба». Также он предположил, что решение об уходе Торбинский принял ещё в апреле — под влиянием отставки Владимира Федотова или и вовсе по его совету. Гневно высказался и Шавло: «„Спартак“ не тот клуб, который будет бегать за игроком и просить его продлить контракт. Если футболист не желает играть в „Спартаке“, если такие времена уже настали, что российские игроки не хотят выступать за этот клуб, то мы не собираемся становиться на колени перед ними».
Все говорят: рвач, погнался за деньгами. Я себя рвачом не считаю. Но думаю, что отношение клуба к тебе выражается в том числе и в твоих финансовых условиях. Меня в «Спартаке», считаю, не оценивали вообще.
Решение Торбинского об уходе было встречено не только критикой. Станислав Черчесов несколько раз заявил об уважении к позиции футболиста и осудил болельщиков, освиставших его, а бывший игрок «Спартака» Игорь Шалимов выступил с критикой в адрес клуба, не ценившего, по его мнению, молодого футболиста. По данным Шалимова, зарплата Торбинского в «Спартаке» составляла 5 тысяч долларов в месяц, хотя другой игрок сборной России Андрей Аршавин получал за аналогичный период около 300 тысяч. По данным газеты «Спорт-Экспресс», весной «Спартак» предлагал Дмитрию годовой оклад в 250 тысяч, который, таким образом, был бы меньше, чем месячная зарплата Аршавина. Схожую с Шалимовым точку зрения высказал журналист Игорь Рабинер, посвятивший ситуации с Торбинским раздел во второй части своей книги «Как убивали „Спартак“», назвав её «квинтэссенцией неуважения к личности игрока, которое царит сегодня в „Спартаке“». В той же книге сам Торбинский дал развёрнутый комментарий своему решению. Футболист выразил уважение к клубу и болельщикам, но заявил, что не жалеет о своём уходе, причиной которого назвал не деньги, а пренебрежительное отношение: «По большому счету на протяжении многих лет в „Спартаке“ в меня верил только Федотов». Матч с «Цюрихом» в Кубке УЕФА, состоявшийся 6 декабря 2007 года, стал последним для Торбинского в составе «красно-белых». 15 декабря срок контракта полузащитника с клубом истёк.

### «Локомотив»
9 января 2008 года было официально объявлено о переходе Торбинского в «Локомотив». Футболист подписал 4-летний контракт. Президент команды Николай Наумов назвал Дмитрия «игроком, которого так не хватало „Локомотиву“ — звеном, которое поможет объединить всё лучшее, что есть в команде». Сам игрок объяснил выбор новой команды фразой «в России если не „Спартак“, значит — „Локомотив“». Он также отметил, что получал предложения от других клубов премьер-лиги, а также команды из Германии, но конкретных названий не раскрыл.

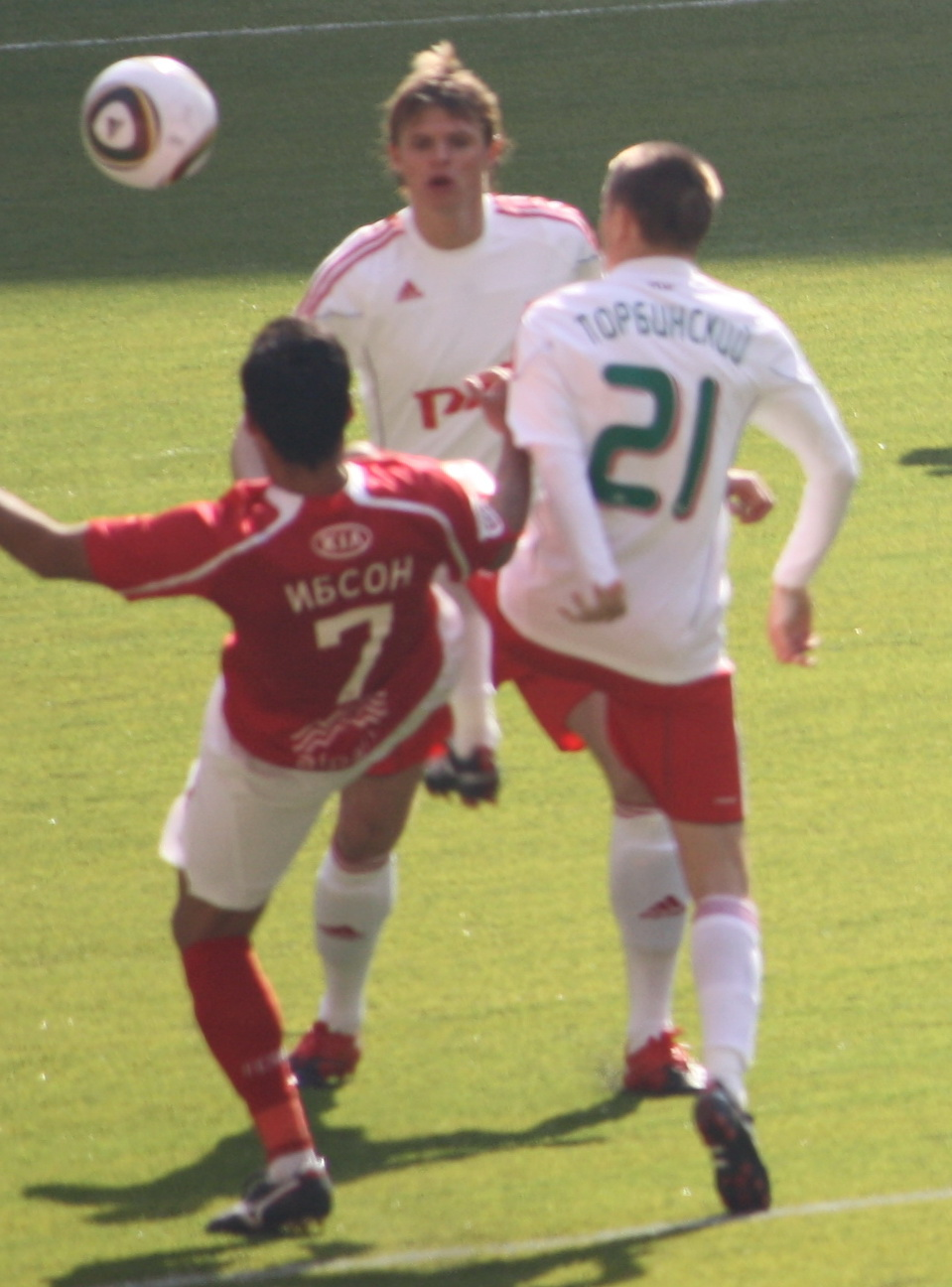
В борьбе с Ибсоном

9 марта футболист дебютировал в официальных матчах за «Локомотив» в игре с «Зенитом» за Суперкубок России (1:2), а через неделю впервые сыграл за «железнодорожников» в чемпионате (0:1 с «Рубином»). Торбинский прочно занял место в основе «Локомотива», а также получил приглашение в сборную на чемпионат Европы. Дмитрий сыграл в четырёх матчах, включая четвертьфинал со сборной Нидерландов, в котором полузащитник забил победный мяч. Концовка сезона была испорчена травмами — после 23-го тура он не выходил на поле. Многие российские футболисты после яркого выступления на Евро получили предложения из видных европейских клубов, применительно к Торбинскому сообщалось об интересе французского «Лиона», но сам Дмитрий назвал это «пустыми разговорами» и предположил, что проблемы со здоровьем не позволят ему перебраться в более сильную лигу. «Локомотив», как и год назад, занял низкое для себя 7-е место и остался без еврокубков.
Следующий сезон стал более успешным для команды — впервые за 3 года «Локомотив» вернулся в борьбу за высокие места и сумел выйти в Лигу Европы, но для Торбинского он сложился непросто. Футболист оправился от травм лишь в середине февраля 2009 года, после чего вновь выбыл из строя — на этот раз из-за болезни. Дмитрий успел подготовиться к началу сезона и сыграл в 7 из 8 первых туров чемпионата, но в матче с «Москвой» получил повреждение паховых колец и в очередной раз отправился на лечение в Германию. Футболист восстанавливался 3 месяца и вернулся на поле только в матче 19-го тура с «Зенитом». Оставшуюся часть чемпионата Торбинскому удалось избегать травм — после возвращения он пропустил только 2 игры. Сразу после окончания непростого сезона Дмитрий сменил номер с «7» на «21» — «в какой-то момент захотелось срочно что-то поменять».
Проблемы продолжились и в новом году. После проигранного матча 2-го тура со «Спартаком» Торбинский впервые за долгое время был переведён в резервную команду и даже провёл за неё 1 матч. Тренер «Локомотива» Юрий Сёмин заявил, что «не увидел у игрока самоотдачи», но готов вернуть его в состав, если увидит улучшение в игре. К маю 2010 на счету Торбинского было только 4 неполных матча в основной команде. Полузащитник выразил неудовольствие ролью запасного и был не против покинуть клуб летом. Сам Дмитрий называл приоритетным вариантом возвращение в «Спартак», пресса заявляла об интересе к игроку со стороны испанской «Сарагосы». Несмотря на это, руководство «Локомотива» не пожелало расставаться с полузащитником. В середине сезона он вновь стал регулярно появляться на поле, включая оба матча Лиги Европы, в которых «железнодорожники» по пенальти уступили швейцарской «Лозанне», но ни разу не провёл на поле все 90 минут. В матче 21-го тура с «Томью» Дмитрий вышел на поле на 76-й минуте, но уже на 86-й сам был заменён. Юрий Сёмин объяснил обратную замену «нежеланием держать на поле пассивных игроков», а футболиста решение тренера «ошарашило и нанесло удар по самолюбию». Вкупе со ссылкой во вторую команду, двумя удалениями, недостатком игровой практики и слабым выступлением команды в целом, сезон выдался для полузащитника провальным, хотя игрок и избежал тяжёлых травм. Торбинский в интервью заявил, что «не может найти в нём ни одного положительного момента».
Наверное, стоило дать Диме ещё проявить себя. Тем более я знаю, как здорово он может играть, отдавать нестандартные передачи, обострять. В общем, делать всё то, чего нам так не хватало. Но тогда у меня был большой выбор игроков в центр поля — Глушаков, Тигорев, Тарасов, Оздоев. И в ситуации, когда нам кровь из носу нужны были очки, я решил довериться другим. Тем более что Тигорев с Тарасовым отлично «выжигали» центр поля. Я не собираюсь этого отрицать: пожалуй, Торба заслужил большего доверия. Сейчас, когда я вижу всю картину, я понимаю свою неправоту.
В марте 2011 года игрок подписал новый 3-летний контракт с клубом. После ухода из «Локомотива» Юрия Сёмина Торбинский вернулся в основной состав и начал новый сезон в роли игрока основы. На матч 8-го тура с «Зенитом» Дмитрий даже вышел с капитанской повязкой, заменяя пропускавшего игру Дмитрия Лоськова. Статус игрока не изменился и после очередной смены тренера в «Локомотиве» (Юрия Красножана сменил Жозе Коусейру) — вплоть до получения травмы в 20-м туре Торбинский играл регулярно. Сперва не показавшееся серьёзным повреждение не помешало футболисту принять участие в матче со сборной Македонии. После матча полузащитник был отправлен на медобследование, показавшее наличие травмы, из-за которой он пропустил месяц. Игрок успел восстановиться ко второму этапу чемпионата и принял участие в 13 матчах из 14, но не смог помочь своей команде добиться удовлетворительного результата — «Локомотив» вновь вернулся на низкое для себя 7-е место. Лучше клуб выступил на международной арене — впервые за долгое время «железнодорожники» вышли в плей-офф еврокубка. Торбинский сыграл в 5 матчах Лиги Европы, включая обо матча 1/16 с «Атлетиком».
Набравший хорошую форму перед началом нового чемпионата Торбинский забил мяч и отдал голевую передачу в матче 1-го тура с «Мордовией», но из-за травмы был заменён ещё до окончания первого тайма. Потратив 2 месяца на лечение, к 8-му туру полузащитник вернулся в строй и успел выйти на замену в четырёх матчах, но в игре с «Ростовом» Дмитрий вновь травмировался. На этот раз повреждена была приводящая мышца бедра — футболисту потребовалась операция и 3-месячный период восстановления — с учётом зимнего перерыва в чемпионате Торбинский не получал игровую практику 5 месяцев. После выздоровления полузащитник вышел на поле в матче с «Динамо», но был заменён уже на 56-й минуте — тренер «Локомотива» Славен Билич остался недоволен формой Дмитрия. После игры Биличу стали задавать вопросы о доверии к «стеклянному» футболисту, на которого зимой тот возлагал большие надежды и видел ключевым игроком при организации атак. В заключительной части чемпионата Торбинский хотя и регулярно попадал в состав, не был для «Локомотива» важным игроком. Всего он сыграл 15 матчей — наименьший показатель с 2006 года. Уволенный по окончании сезона Билич позже признал, что слишком быстро разочаровался в игроке и отметил это как одну из своих ошибок — действия дуэта полезных в защите Тарасова и Тигорева казались ему более важными для команды на тот момент.

### «Рубин», «Ростов», «Краснодар»

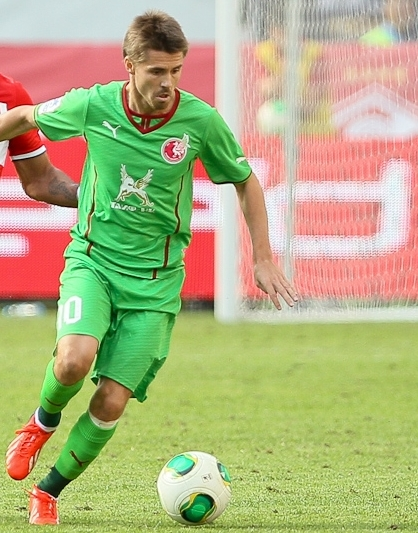
В составе «Рубина»

Хотя Торбинский регулярно играл в товарищеских межсезонных матчах, он не был включён в заявку на первую официальную игру «Локомотива» в сезоне 2013/14. Появились слухи о возможном переходе Торбинского в «Рубин». Несмотря на то, что сам игрок опроверг информацию о трансфере, 24 июля официальный сайт казанцев подтвердил подписание с Торбинским 2-летнего контракта. Полузащитник позже заметил, что уход из «Локомотива» был «принципиальным решением», так как он чувствовал необходимость перемен в своей карьере. 28 июля он дебютировал в матче против «Терека», а вскоре и открыл счёт голам за новый клуб, забив в ворота «Раннерс» в квалификации Лиги Европы. Несмотря на удачное начало, вскоре стало понятно, что Торбинский не стал незаменимым игроком для «Рубина». Он часто появлялся на поле и в чемпионате, и в Лиге Европы (сыграл в 9 еврокубковых матчах в том сезоне, наибольший показатель в карьере), но как и в прошлом сезоне очень редко проводил на поле все 90 минут (только 3 полных матча в чемпионате).
15 мая в прессе появились сообщения об уходе Торбинского из «Рубина» по окончании сезона. Игрок заявил, что клуб покидать не собирается. Несмотря на это, 31 мая контракт Торбинского, действовавший до 2015 года, был разорван — клуб воспользовался пунктом соглашения, согласно которому оно могло быть прекращено после первого сезона. По словам главного тренера казанцев Рината Билялетдинова, причиной этого послужили завышенные финансовые требования полузащитника. Через две недели Торбинский дал развёрнутое интервью, в котором заявил, что переговоров о возможном продлении контракта не велось вообще, и решение о его уходе было принято в одностороннем порядке — бывшим гендиректором «Рубина» Андреем Громовым. Футболист обратился в Палату по разрешению споров РФС и его иск был удовлетворён — клуб обязали выплатить компенсацию. Руководство «Рубина» подало апелляцию, но она была отклонена, как и последующее обращение клуба в Спортивный арбитражный суд.
В июле Торбинский, находившийся в статусе свободного агента, начал тренироваться с «Ростовом» и вскоре подписал с клубом 2-летний контракт. Дончане, удачно выступившие в прошлом сезоне, пытались заменить ушедших лидеров — Артёма Дзюбу и Ананидзе. Предполагалось, что Торбинский заменит Ананидзе, а на место Дзюбы был приглашён Александр Бухаров. Сам игрок заявил, что предпочёл бы занять «одну из позиций в центральной зоне полузащиты». Торбинский дебютировал за «Ростов» 26 июля в матче за Суперкубок с ЦСКА (1:3). Команда провально провела первый круг сезона, завершив его на последнем месте. «Ростов» испытывал серьёзные финансовые трудности, за это время сменились два тренера (Миодраг Божович и Игорь Гамула). Торбинский, регулярно игравший в основе, показывал неудовлетворительную игру. 14 декабря команду возглавил Курбан Бердыев, знакомый Торбинскому по работе в «Рубине». При новом тренере «Ростов» сумел сохранить место в Премьер-лиге, заняв 14-е место и победив в стыковых матчах «Тосно». Бердыев перевёл Торбинского с фланга в центр, и второй круг чемпионата полузащитник провёл практически без замен, показав один из лучших отрезков в карьере. В результате, Торбинского впервые с 2011 года вызвали в сборную, а в апреле 2015 года появилась информация об интересе к игроку со стороны «Зенита»..
10 июня 2015 года на правах свободного агента Торбинский подписал трёхлетний контракт с бронзовым призёром минувшего сезона «Краснодаром». Вице-президент «Ростова» Александр Шикунов заявил, что клуб не стал препятствовать переходу Торбинского в более сильную команду на выгодных условиях. Сообщалось, что игроком интересовались также «Спартак» и «Динамо», но Дмитрий выбрал «Краснодар». Торбинский не сыграл ни одного полного матча в первом круге чемпионата, но, по словам тренера команды Андрея Тихонова, постепенно вышел на свой уровень. Во второй половине сезона полузащитник играл чаще и вновь начал приглашаться в сборную, включая вызов на Евро-2016, где он заменил получившего травму Алана Дзагоева. «Краснодар» занял 4-е место в чемпионате и впервые в истории вышел в плей-офф Лиги Европы, в которых Торбинский провёл 15 и 7 матчей соответственно.

### Завершение карьеры
14 декабря 2017 года подписал контракт с кипрским клубом «Пафос», провёл за команду три матча. 12 февраля 2018 подписал контракт до конца сезона с клубом ФНЛ «Балтика» Калининград. 30 августа 2018 года перешёл в красноярский «Енисей». По окончании сезона покинул клуб, фактически завершив карьеру. Позже подал в суд на «Енисей» по причине задолженности.

## Карьера в сборной

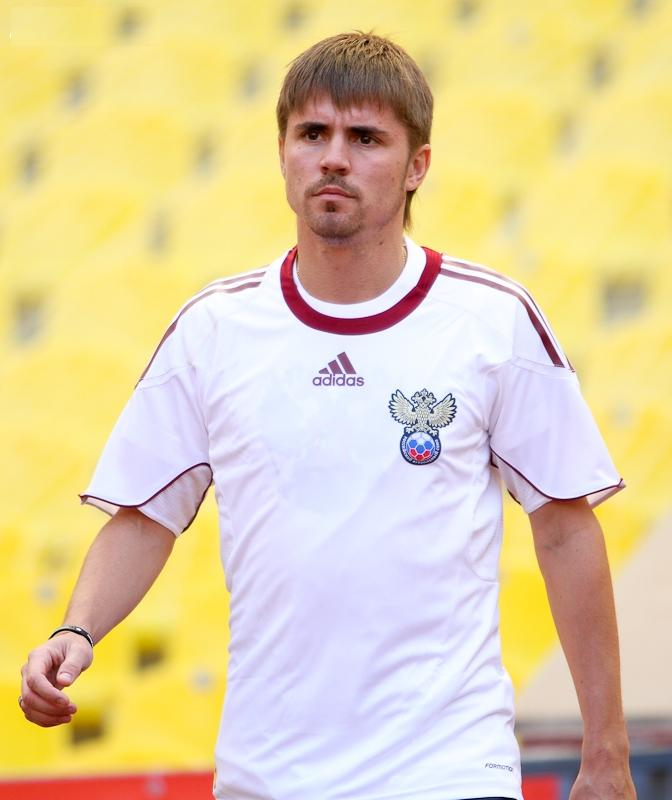
Торбинский на тренировке сборной России

Несмотря на достаточно ранний дебют на высоком уровне, Торбинский не вызывался в юношескую сборную России, а выступления за молодёжную команду начал только в 21 год, после удачно проведённого отрезка в челябинском «Спартаке». Главный тренер сборной Андрей Чернышов пригласил полузащитника на игру отборочного турнира молодёжного Евро 2006 с командой Латвии. Матч состоялся 16 августа и завершился победой России со счётом 4:0, а Торбинский дебютировал в команде, заменив на 79-й минуте Ивана Саенко. В состоявшемся через два месяца матче с Люксембургом Дмитрий забил свой первый гол за молодёжную сборную. По итогам группового этапа квалификации российская команда сумела занять второе место и выйти в плей-офф, но там по итогам двух матчей уступила Дании и не смогла пробиться на чемпионат. Торбинский в играх с датчанами участия не принимал. Участвовал Дмитрий и в отборе к следующему молодёжному Евро. Футболист принял участие во всех четырёх матчах, а сборная как и в прошлом году вылетела на стадии плей-офф, на этот раз проиграв Португалии.
В сезоне 2007 Торбинский сумел занять место в основе «Спартака» и впервые получил вызов в сборную России — Гус Хиддинк включил полузащитника в заявку на матч квалификации Евро-2008 с Эстонией. Рассматривавшийся как дублёр, Дмитрий неожиданно вышел в стартовом составе, причём не на привычной для себя позиции на фланге, а в центре полузащиты. Журналисты предполагали, что выход Торбинского в основе был обусловлен травмой Евгения Алдонина, но Хиддинк в послематчевом интервью заявил, что при выбранной им схеме и тактике на матч он в любом случае должен был выйти на поле с первых минут. Игра футболиста в дебютном матче получила сдержанные оценки прессы, но была отмечена президентом РФС Виталием Мутко. Хиддинк продолжил вызывать Дмитрия в сборную и регулярно выпускать на поле — преимущественно на замену. Из 7 оставшихся матчей квалификации Торбинский сыграл в пяти. Он также сыграл во всех четырёх товарищеских играх сборной в 2008 году, забив в матче с Казахстаном (6:0) свой первый гол за национальную команду. Он имел больше игровой практики, чем остальные дебютанты сборной при Хиддинке и ожидаемо был включён в заявку на Евро.
В первом матче Евро с испанцами полузащитник остался в запасе — Хиддинк планировал выпустить его на замену, чтобы усилить игру команды. Так и произошло, Торбинский вышел на поле на 58-й минуте и успел проявить себя, но его выход не смог ничего изменить — сборная России проиграла первый матч на турнире со счётом 1:4. Своей игрой футболист заслужил право выйти в стартовом составе на матч с Грецией (1:0) и вновь получил хорошую прессу. Несмотря на это, завершающую игру группового этапа он пропустил — в основу вернулся отбывший дисквалификацию Андрей Аршавин. Четвертьфинал с Нидерландами Торбинский вновь начал на скамейке, выйдя на поле лишь на 81-й минуте. Во втором добавленном тайме он поддержал рывок Аршавина и замкнул его навесную передачу, забив победный гол в «историческом» для сборной России матче. За несколько минут до гола Дмитрий получил жёлтую карточку, вторую на турнире, что лишило его возможности сыграть в полуфинале, в котором россияне уступили и остались с бронзовыми медалями. Игра полузащитника на турнире, как и большинства других игроков сборной России, получила благоприятные отзывы. Ярко выходившего на замены игрока называли «тузом в рукаве Хиддинка», а немецкая газета Die Welt отметила Дмитрия как «самого скоростного игрока на Евро».
Полноценно участвовать в начавшемся после Евро отборе к чемпионату мира 2010 у Торбинского не получилось — из-за двух серьёзных травм он сыграл только в четырёх матчах. Проблемы со здоровьем продолжились в следующем отборочном цикле и Торбинский постепенно потерял место в сборной. В октябре 2010, впервые за 4 года, он не получил вызова в национальную команду даже будучи полностью здоровым. Сам игрок отнёсся к этому спокойно, связав выбор тренера с неудачными выступлениями на клубном уровне. В 2011 году футболист сыграл в 6 матчах, лишь 2 из которых были официальными. 2 сентября провёл свою последнюю игру за сборную — с командой Македонии (2:0). Ни Адвокат, ни сменивший его Фабио Капелло, больше не вызывали полузащитника в национальную команду. Торбинский позже отмечал, что находился в отличной форме в начале сезона 2012/13 и считал, что имеет хороший шанс на возвращение в обойму сборной, но уже в первом матче чемпионата он получил травму.
11 марта Фабио Капелло объявил состав сборной на отборочный ЧЕ-2016 против Черногории, в котором после долгого перерыва оказался Дмитрий Торбинский. Для самого футболиста этот вызов оказался приятной неожиданностью.
Вышел на замену в перерыве при счёте 0:0 и сделал пас в штрафную на Кокорина, которого сбил игрок Черногории. Однако футболист Роман Широков не сумел переиграть голкипера. На 68 минуте матч был прерван из-за поведения болельщиков.
Торбинский был включён в состав сборной на Чемпионат Европы-2016, заменив в заявке травмированного Дзагоева, но не сыграл ни одного матча.

## Характеристика игрока
Привычной для футболиста является позиция левого крайнего полузащитника атакующего плана. При этом, Торбинский достаточно универсален, за время своей карьеры он успел поиграть на всех позициях в полузащите: в сборной играл в центре, в «Локомотиве» 2008 года — в опорной зоне, а в «Рубине» Дмитрий даже пробовал себя в роли латераля. Сам он своей любимой позицией называет место центрального атакующего полузащитника. Торбинского отличают скорость, техника и агрессивная, самоотверженная манера игры. Быстрый и «взрывной» футболист мог за короткий отрезок времени усилить игру, чем неоднократно пользовался Гус Хиддинк, выпускавший его на замену в трудно складывающихся матчах сборной.
Торбинский — как раз один из тех, кто может резко повысить агрессивность команды, если она проигрывает. Мне он очень нравится, потому что по своей природе он — современный игрок. Быстрый, работящий. Ему ещё предстоит вырасти в тактическом подходе к игре. Сейчас это, своего рода, «молодая собака», которая хочет успеть за всеми. Но мне нравится работать с ним, я вижу, как он растёт.
Торбинского регулярно критикуют за несдержанность и грубость, которая приводит к получению необязательных карточек. В своём дебютном матче за «Локомотив» (за Суперкубок России с «Зенитом») футболист успел заработать удаление, выйдя на замену в начале второго тайма, получив две жёлтые карточки за 6 минут, а в сезоне 2010 Торбинский удалялся с поля дважды. После этого Дмитрий перестроил игру и не пропустил из-за дисквалификации ни одного матча в чемпионате. Он также отметил, что ни разу не наносил соперникам травм, а за каждую необязательную карточку штрафовался клубом.
Игрок очень подвержен травмам. В 18 лет, в самом начале карьеры он порвал крестообразные связки и мениски, а через два года получил такую же травму на другой ноге. Позже, проблемы продолжились — в разное время футболист испытывал проблемы с паховыми мышцами, паховыми кольцами, приводящей мышцей бедра. Так, за 5-летний период игры в «Локомотиве» Торбинский не получал серьёзных повреждений только в одном сезоне (2010). Возможными причинами высокой травматичности Дмитрий называл продолжительный отрезок игры на синтетических полях, особенность организма — недостаточная эластичность связок и манера игры, включающая в себя рывки и работу на большой скорости. По мнению полузащитника, именно травмы не позволили ему стабильно играть на высоком уровне и помешали развитию карьеры и на клубном, и на международном уровне.

## Личная жизнь
29 ноября 2008 года Торбинский женился. С женой, Евгенией, он познакомился в 2005 году через общих знакомых. У пары трое детей. Сын Артём родился в 2008 году, в 2012 — родилась дочь Алиса, в 2013 — Даниил. Дочь Евгения рожала в США, и та имеет гражданство США по «праву земли». Дмитрий предпочитает загородную жизнь. Во время игры за «Локомотив» семья жила в Баковке, неподалёку от тренировочной базы клуба, в доме, который раньше принадлежал Сергею Овчинникову. В 2010 году в нём проходили съёмки одного из выпусков передачи канала ТНТ «Школа ремонта».
Образование: Школа № 759, Москва, 1991—2002. Вуз: МГАФК (Мосспортакадемия), 2002—2007. Факультет: физической культуры. Кафедра: теории и методики футбола и хоккея. Форма обучения: дневное отделение.
Называет своим хобби хоккей и часто играет в него сам. Занимавшийся в детстве в музыкальной школе, он умеет играть на синтезаторе, хотя «притрагивается к нему гораздо реже, чем к футбольному мячу».
Торбинский был героем выпуска программы «90×60×90», а в 2007 году он и его друг Роман Павлюченко в качестве приглашённых звёзд приняли участие в съёмках телепроекта «Фабрика звёзд». На протяжении нескольких лет Дмитрий, единственный из действующих футболистов, вёл конференцию на сайте «Чемпионат.com».

## Статистика

### Клубная
| Клуб                | Сезон            | Лига | Лига | Кубок | Кубок | Суперкубок | Суперкубок | Еврокубки | Еврокубки | Итого | Итого |
| Клуб                | Сезон            | Игры | Голы | Игры  | Голы  | Игры       | Голы       | Игры      | Голы      | Игры  | Голы  |
| ------------------- | ---------------- | ---- | ---- | ----- | ----- | ---------- | ---------- | --------- | --------- | ----- | ----- |
| Спартак (Москва)    | 2002             | 3    | 0    | 1     | 0     | —          | —          | 2         | 0         | 6     | 0     |
| Спартак (Москва)    | 2003             | 3    | 0    | 2     | 0     | —          | —          | 1         | 0         | 6     | 0     |
| Спартак (Москва)    | 2004             | 0    | 0    | 1     | 0     | 0          | 0          | 0         | 0         | 1     | 0     |
| Спартак (Москва)    | Итого            | 6    | 0    | 4     | 0     | —          | —          | 3         | 0         | 13    | 0     |
| Спартак (Челябинск) | 2005             | 24   | 4    | 1     | 0     | —          | —          | —         | —         | 25    | 4     |
| Спартак (Челябинск) | Итого            | 24   | 4    | 1     | 0     | —          | —          | —         | —         | 25    | 4     |
| Спартак (Москва)    | 2006             | 13   | 0    | 6     | 0     | 0          | 0          | 3         | 0         | 22    | 0     |
| Спартак (Москва)    | 2007             | 24   | 3    | 1     | 1     | 1          | 1          | 8         | 0         | 34    | 5     |
| Спартак (Москва)    | Итого            | 37   | 3    | 7     | 1     | 1          | 1          | 11        | 0         | 56    | 5     |
| Локомотив (Москва)  | 2008             | 20   | 3    | 1     | 0     | 1          | 0          | —         | —         | 22    | 3     |
| Локомотив (Москва)  | 2009             | 17   | 1    | 1     | 0     | —          | —          | —         | —         | 18    | 1     |
| Локомотив (Москва)  | 2010             | 17   | 0    | 0     | 0     | —          | —          | 2         | 0         | 19    | 0     |
| Локомотив (Москва)  | 2011/12          | 34   | 1    | 2     | 0     | —          | —          | 5         | 0         | 41    | 1     |
| Локомотив (Москва)  | 2012/13          | 15   | 3    | 1     | 0     | —          | —          | —         | —         | 16    | 3     |
| Локомотив (Москва)  | Итого            | 103  | 8    | 5     | 0     | 1          | 0          | 7         | 0         | 116   | 8     |
| Рубин               |                  |      |      |       |       |            |            |           |           |       |       |
| 2013/14             | 19               | 1    | 1    | 0     | —     | —          | 9          | 1         | 29        | 2     |       |
| Итого               | 19               | 1    | 1    | 0     | —     | —          | 9          | 1         | 29        | 2     |       |
| Ростов              |                  |      |      |       |       |            |            |           |           |       |       |
| 2014/15             | 27+2             | 2    | 0    | 0     | 1     | 0          | 2          | 0         | 32        | 2     |       |
| Итого               | 27+2             | 2    | 0    | 0     | 1     | 0          | 2          | 0         | 32        | 2     |       |
| Краснодар           |                  |      |      |       |       |            |            |           |           |       |       |
| 2015/16             | 15               | 0    | 2    | 0     | —     | —          | 7          | 0         | 24        | 0     |       |
| 2016/17             | 12               | 0    | 1    | 0     | —     | —          | 8          | 0         | 21        | 0     |       |
| Итого               | 27               | 0    | 3    | 0     | —     | —          | 15         | 0         | 45        | 0     |       |
| Пафос               |                  |      |      |       |       |            |            |           |           |       |       |
| 2017/18             | 3                | 0    | 0    | 0     | —     | —          | —          | —         | 3         | 0     |       |
| Итого               | 3                | 0    | 0    | 0     | —     | —          | —          | —         | 3         | 0     |       |
| Балтика             |                  |      |      |       |       |            |            |           |           |       |       |
| 2017/18             | 10               | 0    | 0    | 0     | —     | —          | —          | —         | 10        | 0     |       |
| 2018/19             | 8                | 1    | 0    | 0     | —     | —          | —          | —         | 8         | 1     |       |
| Итого               | 18               | 1    | 0    | 0     | —     | —          | —          | —         | 18        | 1     |       |
| Енисей              |                  |      |      |       |       |            |            |           |           |       |       |
| 2018/19             | 14               | 1    | 0    | 0     | —     | —          | —          | —         | 14        | 1     |       |
| Итого               | 14               | 1    | 0    | 0     | —     | —          | —          | —         | 14        | 1     |       |
| Всего за карьеру    | Всего за карьеру | 280  | 20   | 21    | 1     | 3          | 1          | 47        | 1         | 351   | 23    |

### В сборной
| Матчи и голы Дмитрия Торбинского за сборную России | Матчи и голы Дмитрия Торбинского за сборную России | Матчи и голы Дмитрия Торбинского за сборную России | Матчи и голы Дмитрия Торбинского за сборную России | Матчи и голы Дмитрия Торбинского за сборную России | Матчи и голы Дмитрия Торбинского за сборную России |
| №                                                  | Дата                                               | Соперник                                           | Счёт                                               | Голы Торбинского                                   | Соревнование                                       |
| -------------------------------------------------- | -------------------------------------------------- | -------------------------------------------------- | -------------------------------------------------- | -------------------------------------------------- | -------------------------------------------------- |
| 1                                                  | 24 марта 2007                                      | Эстония                                            | 2:0                                                |                                                    | Отборочные матчи ЧЕ-2008                           |
| 2                                                  | 2 июня 2007                                        | Андорра                                            | 4:0                                                |                                                    | Отборочные матчи ЧЕ-2008                           |
| 3                                                  | 6 июня 2007                                        | Хорватия                                           | 0:0                                                |                                                    | Отборочные матчи ЧЕ-2008                           |
| 4                                                  | 22 августа 2007                                    | Польша                                             | 2:2                                                |                                                    | Товарищеский матч                                  |
| 5                                                  | 17 октября 2007                                    | Англия                                             | 2:1                                                |                                                    | Отборочные матчи ЧЕ-2008                           |
| 6                                                  | 17 ноября 2007                                     | Израиль                                            | 1:2                                                |                                                    | Отборочные матчи ЧЕ-2008                           |
| 7                                                  | 21 ноября 2007                                     | Андорра                                            | 1:0                                                |                                                    | Отборочные матчи ЧЕ-2008                           |
| 8                                                  | 26 марта 2008                                      | Румыния                                            | 0:3                                                |                                                    | Товарищеский матч                                  |
| 9                                                  | 23 мая 2008                                        | Казахстан                                          | 6:0                                                | 89′                                                | Товарищеский матч                                  |
| 10                                                 | 28 мая 2008                                        | Сербия                                             | 2:1                                                |                                                    | Товарищеский матч                                  |
| 11                                                 | 4 июня 2008                                        | Литва                                              | 4:1                                                |                                                    | Товарищеский матч                                  |
| 12                                                 | 10 июня 2008                                       | Испания                                            | 1:4                                                |                                                    | ЧЕ-2008. Групповой этап                            |
| 13                                                 | 14 июня 2008                                       | Греция                                             | 1:0                                                |                                                    | ЧЕ-2008. Групповой этап                            |
| 14                                                 | 21 июня 2008                                       | Нидерланды                                         | 3:1                                                | 112′                                               | ЧЕ-2008. 1/4 финала                                |
| 15                                                 | 20 августа 2008                                    | Нидерланды                                         | 1:1                                                |                                                    | Товарищеский матч                                  |
| 16                                                 | 10 сентября 2008                                   | Уэльс                                              | 2:1                                                |                                                    | Отборочные матчи ЧМ-2010                           |
| 17                                                 | 1 апреля 2009                                      | Лихтенштейн                                        | 1:0                                                |                                                    | Отборочные матчи ЧМ-2010                           |
| 18                                                 | 10 октября 2009                                    | Германия                                           | 0:1                                                |                                                    | Отборочные матчи ЧМ-2010                           |
| 19                                                 | 14 октября 2009                                    | Азербайджан                                        | 1:1                                                |                                                    | Отборочные матчи ЧМ-2010                           |
| 20                                                 | 11 августа 2010                                    | Болгария                                           | 1:0                                                |                                                    | Товарищеский матч                                  |
| 21                                                 | 9 февраля 2011                                     | Иран                                               | 0:1                                                |                                                    | Товарищеский матч                                  |
| 22                                                 | 29 марта 2011                                      | Катар                                              | 1:1                                                |                                                    | Товарищеский матч                                  |
| 23                                                 | 4 июня 2011                                        | Армения                                            | 3:1                                                |                                                    | Отборочные матчи ЧЕ-2012                           |
| 24                                                 | 7 июня 2011                                        | Камерун                                            | 0:0                                                |                                                    | Товарищеский матч                                  |
| 25                                                 | 10 августа 2011                                    | Сербия                                             | 1:0                                                |                                                    | Товарищеский матч                                  |
| 26                                                 | 2 сентября 2011                                    | Северная Македония                                 | 1:0                                                |                                                    | Отборочные матчи ЧЕ-2012                           |
| 27                                                 | 27 марта 2015                                      | Черногория                                         | 3:0                                                |                                                    | Отборочные матчи ЧЕ-2016                           |
| 28                                                 | 31 марта 2015                                      | Казахстан                                          | 0:0                                                |                                                    | Товарищеский матч                                  |
| 29                                                 | 1 июня 2016                                        | Чехия                                              | 1:2                                                |                                                    | Товарищеский матч                                  |
| 30                                                 | 5 июня 2016                                        | Сербия                                             | 1:1                                                |                                                    | Товарищеский матч                                  |

Итого: 30 матчей / 2 гола; 16 побед, 8 ничьих, 6 поражений.

## Достижения
Командные
«Спартак»
- Серебряный призёр чемпионата России (2): 2006, 2007
- Обладатель Кубка России: 2003
- Финалист Суперкубка России (2): 2006, 2007

«Локомотив»
- Финалист Суперкубка России: 2008

«Ростов»
- Финалист Суперкубка России: 2014

Сборная России
- Бронзовый призёр чемпионата Европы: 2008

Личные
- В списках 33 лучших футболистов чемпионата России: № 3 (2007)